# 希望のリボン
希望のリボン（きぼうのリボン）は、MBC南日本放送のラジオ番組で、山形屋の一社提供。放送時間は、毎日7時30分から7時40分（JST）の枠であり、そのうち月曜日から金曜日はワイド番組『モーニングスマイル』内の内包番組として放送し、土曜日と日曜日は単独番組として放送。

## 歴史
前身のラジオ南日本が開局した1953年（昭和28年）10月10日、『城山スズメ』や『歌のない歌謡曲』と共に放送を開始。当初から一日も途切れることなく続く、日本国内でも有数の長寿ラジオ番組である。開始当初から山形屋の一社提供である。
番組開始当時、セロハンテープは高価につきまだ普及しておらず、百貨店ではギフト包装にリボンが掛けられていたため、贈る人から贈られる人への架け橋にという願いを込め『希望のリボン』という番組名が命名された。
放送開始当時は太平洋戦争の戦災が未だ癒えぬ時節で、離散したままの家族、戦災孤児、消息が定かでないシベリア抑留者等も多く居たため、連絡がつかない家族、親族、友人に対してラジオで盛んに呼びかけを行っていた。これが集約され一つの番組となった。ちなみに同時期のNHKのラジオ放送でも『尋ね人の時間』があり、まもなく県民の多くにすんなり受け入れられた。
番組開始以来、オープニングテーマ曲として野村俊夫が作詞、古関裕而が作曲を行い、二葉あき子が歌った『バラと蜜蜂』のインストゥルメンタル版が使用されている。このメロディーと編曲は番組開始当初から変わっておらず、一時期MBCラジオやMBCテレビでは山形屋のCMに必ず使われ、その後もMBCラジオ向けの山形屋のCMの一部にも使われた。『バラと蜜蜂』のインストゥルメンタル版は、宮崎山形屋の店内でも放送されている。
当時から放送時間は殆ど変っておらず、朝の生ワイド番組開始後も暫くは独立番組として継続された。
『瀬川洋一郎のさわやかワイド』の番組内に編成されるなど朝の生ワイド番組に内包される形式で放送される場合も多く、2000年代に入ってからは『ゆーすけ・かおりのMorningPalette』までは朝ワイド担当の女性アナウンサーによる生放送が続いたが、『田辺令吉のおはよう!発車オーライ』が始まった2011年（平成23年）3月28日以降はかつてのような録音放送となり、担当者も女性MBCタレントに変更された。
2013年（平成25年）、MBC開局60周年と番組開始60周年を記念して何か記念になるものをとMBCと山形屋が6月から検討し、10月1日に山形屋でリボンの形をしたピンズ「希望のリボン リボンピンズ」を販売。このピンズは、開局記念日に行われた「感謝の夕べ」で来場者に配布されたほか、番組プレゼントとして当選者に贈られた。

## 特色
MBCの女性アナウンサーまたはMBCタレントがパーソナリティーを務める。リクエスト曲に載せて、誕生日や結婚記念日など知人へのお祝いや応援メッセージなど聴取者からの折々の想いを伝える、奇をてらわない淡々とした番組構成である。番組内容は開始当初からほぼ変わっていない。
リクエスト曲に関しては2枠あり、必ず1枠は子供向けの曲がかかる。これは、親が子供の誕生日を祝うメッセージが多いので、子供の聴取率が午前7時台にしては異常に高いため。幼稚園や保育所の園児の誕生日も祝うメッセージまである。メッセージが多いときはリクエスト曲をバックにメッセージを読み上げるが、子供向けの曲だけは単独で流すこともあるため、優遇されている。
番組の最初と最後には、山形屋の催事案内を読み上げる生コマーシャルがある。番組における最後の部分での生コマーシャルで使用されるBGMは、標準的なテレビCMやラジオCMに使用されているものと同じく、作詞を福永ひろみ、作曲を小泉まさみが手掛け、松原みきが歌唱する山形屋のイメージソングの、曲における最後の社名以外がインストルメンタル版になっているバージョンを、フルサイズで使用している。お中元とお歳暮の時期などに限り、通常の催事案内の生コマーシャルとは別に、通常のCMが冒頭の催事案内を差し替える形で流される。ただし、期間中であっても流れないときがある。

## メッセージの締切
番組ウェブサイトには「メッセージは放送希望の1週間前までにお寄せください」と案内されている。

## 出演者

### タイトルコール
番組のタイトルコールとオープニングとエンディングの生CMを担当。
- モーニングスマイルのスタジオMC

### メインパーソナリティ
- 山下美智代[注釈 6]

番組を休む場合は代理出演者（南日本放送女性アナウンサーあるいは女性タレント）が務める。

## 過去の出演者
- 二見いすず

土曜日は『二見いすずの土曜の朝は』に内包する形だったため、『二見いすずの土曜の朝は』が放送されていた2020年（令和2年）3月までは、同番組に出演する二見が担当を兼務し、生放送で進行していた。
同局の歴代女子アナウンサーは、必ず一度は案内役を務めていると言っても過言ではない程、多く者が出演してきた。開局当時は、男性アナウンサーが案内役をつとめたとの話もあるが、ここ数十年は全くもってない。